# Serrodes javana
Serrodes javana là một loài bướm đêm trong họ Erebidae.